# Sophie-Louise-Schanze

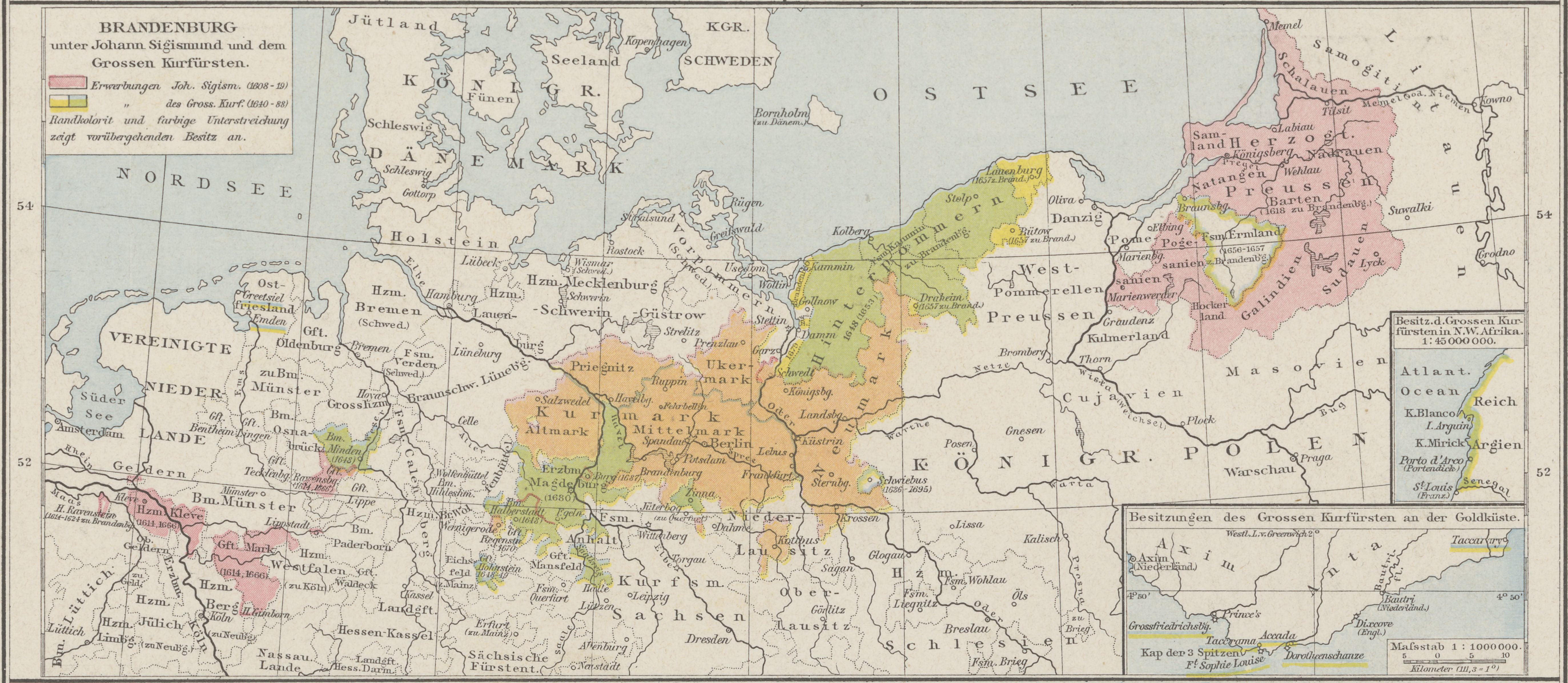
Brandenburg im 17. Jahrhundert: unten rechts im Kartenausschnitt das Fort Sophie-Louise

Die Sophie-Louise-Schanze war eine kurbrandenburgische Festung in Groß Friedrichsburg an der Goldküste des heutigen Ghana. Sie wurde als letzte der kurbrandenburgischen Niederlassungen in Westafrika um 1694 gebaut und 1717 an die Niederländer verkauft.

## Geschichte
1681 erreichten die ersten kurbrandenburgischen Fregatten Wappen von Brandenburg und Morian das Kap der drei Spitzen an der Goldküste. Die Wappen von Brandenburg wurde von niederländischen Kaufleuten aufgebracht, die Morian hatte mehr Glück: Ihre Schiffsoffiziere schlossen mit drei „Caboceern“ (es handelte sich vermutlich um Oberhäupter der ansässigen Bevölkerung) einen Vertrag über das alleinige Recht der Kurbrandenburger auf afrikanisch-europäischen Handel und die Errichtung eines Forts in der Gegend.
Da die Caboceer bei der Rückkehr der Kurbrandenburger im nächsten Jahr nicht mehr aufzufinden waren, kam es zunächst im Westen und Osten zu den Gründungen des Forts Groß Friedrichsburg, der Dorotheenschanze und einer Lodge bei Taccarary. Erst 1694 wurde unweit des ersten Landungspunktes der Morian – in der Nähe eines Ortes mit dem Namen Tacerma oder Taccrama – die Sophie-Louise-Schanze gebaut. Sie war die kleinste der vier Befestigungen, hatte aber als Verbindung von Groß Friedrichsburg und der Dorotheenschanze und aufgrund einer nahen Frischwasserquelle eine gewisse strategische Relevanz.
Die Sophie-Louise-Schanze wurde mit den anderen kurbrandenburgischen Besitzungen in Westafrika 1717 bzw. 1720 an die Niederländische Westindien-Kompanie verkauft. Laut dem Historiker Adam Jones ist ihr genauer Standort unklar, auf GhanaWeb wird allerdings von heute noch sichtbaren Fundamenten gesprochen.